# Terran 1
Terran 1 was de eerste draagraket van ruimtevaartbedrijf Relativity Space. De raket die in 2023 haar enige vlucht maakte valt in de klasse licht transport en was bedoeld om vrachten van maximaal 1250 kilogram in een lage baan om de Aarde brengen. Het is de eerste raket ooit die voor het overgrote deel (85 procent) in een 3D-printer wordt gefabriceerd. Een maand na de eerste testvlucht werd het project stopgezet ten behoeve van de ontwikkeling van de heavy lift-raket Terran R.

## Ontwerp

voorstelling van een Terran 1

De tweetrapsraket heeft een lengte van 35 meter en een diameter van 2,3 meter. De trappen worden in ’s werelds grootste 3D-printer voor metaal, de door Relativity zelf ontwikkelde StarGate, vervaardigd van een aluminiumlegering. De motoren, die eveneens in een 3D-printer worden geconstrueerd, werken op vloeibaar methaan en vloeibare zuurstof (samen afgekort tot methalox). Daarmee is de Terran 1 een van de raketten die in de jaren 2020 debuteert die op deze nieuwe stuwstofcombinatie werkt. Verstevigingsbalken en brandstofleidingen zijn met kunstmatige intelligentie ontworpen. Zo zijn de brandstofleidingen onderdeel van de stevigheidsstructuur en zijn veel van de verstevigingen niet in nette geometrische vormen aangebracht maar zien ze er voor het blote oog onregelmatig uit. In werkelijkheid scheelt dit eigen gewicht omdat er alleen verstevigingen zitten waar dat nodig is. Ook kan een brandstofleiding die als integraal onderdeel van de rompwand is meegeprint niet los raken en is deze gelijktijdig ook deel van de verstevigingsstructuur. De raket werd vervaardigd in Relativity’s hoofdkwartier in Long Beach, Californië. Relativity beoogde een lanceerprijs van 12 miljoen dollar.

### Eerste trap
De eerste trap zal 24,3 meter lang zijn en negen Aeon 1-hoofdmotoren bevatten. De stuwkracht bedraagt 920 kilonewton. De vloeibarebrandstofmotoren zijn opgehangen in een octawebplaatsing, zoals die op SpaceX’ Falcon 9 en Rocket Labs Electron is terug te vinden; een motor in het midden en acht motoren in een cirkel eromheen. De motoren gebruiken een open expander cycle als verbrandingscyclus. De verbrandingskamer en straalpijp van de Aeon-1 worden van een koper (element)legering gemaakt. In eerste instantie zou een nikkellegering worden gebruikt, maar omdat voor de latere, grotere Aeon-R een koperlegering nodig is besloot Relativity voor deze motor reeds op een koperlegering over te stappen om alvast ervaring met dat materiaal op te doen.

#### Geplande upgrade
In februari 2022 gaf Relativity aan dat de eerste trap met negen Aeon-1-motoren maar enkele keren zal vliegen. Relativity wil een block-upgrade doorvoeren waarbij de negen Aeon-1 worden vervangen door een Aeon-R. De Aeon-R zal zo’n 1334 kilonewton aan stuwkracht leveren; meer dan tien keer de stuwkracht van de Aeon-1. Hiermee wilde Relativity deze raketmotor, die voor de toekomstige Terran-R wordt ontwikkeld, in gebruik nemen en er ervaring mee opdoen nog voor de Terran-R debuteert. Daarnaast betekent minder motoren ook minder onderdelen wat de raket simpeler, goedkoper en minder kwetsbaar zou hebben gemaakt. Hiermee wou Relativity de manier van werken van SpaceX volgen; dat bedrijf had de meeste technieken van de Falcon 9 al in de kleinere Falcon 1 gedemonstreerd. Relativity was oorspronkelijk niet van plan de Terran 1 buiten gebruik te stellen; in 2022 zei CEO Tim Ellis dat de Terran 1 en Terran R naast elkaar kunnen bestaan. Op 12 april 2023 maakte Tim Ellis bekend toch met de Terran 1 te stoppen.

### Tweede trap
De tweede trap heeft een lengte van 8,1 meter en bevat een Aeon-vac. Dat is een voor presteren in het vacuüm van de ruimte geoptimaliseerde Aeon-1-motor.

### Neuskegel
De neuskegel heeft een diameter van 3 meter en een lengte van 6,8 meter

### Lanceerplaatsen
Relativity huurt twee lanceerplaatsen. Cape Canaveral Space Force Station Lanceercomplex 16 dat sinds 2019  wordt gehuurd zal als eerste in gebruik worden genomen en de bouw van de nieuwe installatie aldaar was in maart 2021 in volle gang. Eind 2021 werd de installatie getest.
Op Vandenberg Space Force Base zal een volledig nieuw lanceercomplex ten zuiden van lanceercomplex SLC-6 worden aangelegd. 
Beide complexen worden sinds de annulering voor de Terran R gereserveerd.

## Vluchten

### Eerste testvlucht
De eerste vlucht van de Terran 1 zou geen nuttige lading bevatten. De fabrikant verklaarde, hoewel ze op een geslaagde vlucht hoopten, al blij te zijn als de raket het moment "max q", waarbij de dynamische druk het hoogst is, zou doorstaan. Dat de verwachtingen werden getemperd heeft te maken met het feit dat er in de geschiedenis slechts drie volledig nieuwe raketontwerpen in hun eerste vlucht slaagden. De missie kreeg de naam Good Luck, Have Fun. De eerste trap werd in januari 2022 succesvol getest op het Stennis Space Center in Mississippi. Op 31 mei 2022 verliet die eerste trap die reeds was getest de fabriek in Californië om op 5 juni op Cape Canaveral SFS LC-16 te arriveren. Deze zal eerst nog op het lanceerplatform aan een voltijdse, statische start-test worden onderworpen. Lanceercomplex 16 was in maart 2022 gereed gekomen. Op 21 mei was ook de tweede trap met succes getest waarna deze richting Cape Canaveral werd vervoerd.
Op 28 juni 2022 meldde Tim Ellis dat de raket voor het eerst op het lanceerplatform was getest voor een tanktest en het testen van pneumatische systemen. Op 18 juli werd een spin-start test waarbij de turbopompen werden gestart, maar de motor nog niet werd ontstoken. Tien dagen later volgde een statische start van 6 seconden. Op 22 augustus werd een statische start van 20 seconden uitgevoerd. Op 20 september werd een statische test van 57 seconden uitgevoerd. Een statische test op volle duur staat nog op het programma alvorens de lanceerdatum wordt geprikt. Voor de komst van orkaan Ian moest de raket tijdelijk van het platform worden verwijderd en in de hangar worden geplaatst en ook orkaan Nicole leverde vertraging. Op 5 december 2022 was de Terran 1 volledig geïntegreerd en op de transporter-erector gelegd. De volgende dag werd deze naar het platform gereden om nog een dag later overeind te worden gezet. De statische test op volle duur zou in de toenmalige plannen, anders dan eerder het plan was, met de volledige raket worden uitgevoerd. 
Op 22 februari 2023 bleek het plan weer veranderd. Er werd een lanceerdatum aangekondigd (8 maart) en de statische test op volle duur werd niet langer nodig geacht. Aan boord van de Terran 1 zal zich een aluminium schijf met het logo van Relativity Space bevinden. Dit is een van de eerste voorwerpen die het bedrijf ooit als testobject printte met de eerste generatie Stargate-printers. De raket is tijdens de eerste vlucht niet van een volwaardige vrachtkegel voorzien. In plaats daarvan zit er een kleinere neuskegel op, die niet wordt afgeworpen.

#### Lanceerpogingen
Tijdens de eerste poging tot lancering op 8 maart 2023, kwam men tijdens de aftelprocedure nog een technisch probleem tegen in de vorm van een afwijkende temperatuur van de vloeibare zuurstof in de tweede trap. De aftelprocedure werd daarop enkele keren opnieuw gestart maar lancering werd uiteindelijk uitgesteld tot 11 maart.
Op 11 maart werd de aftelprocedure eerst enige tijd stil gelegd wegens harde wind op grote hoogte. Nadat de aftelsequentie was hervat voer er een boot in de veiligheidszone. Nadat die was vertrokken kon de laatste minuut worden afgeteld. De motoren startten maar werden met een halve seconde op de klok weer uitgeschakeld wegens een afwijkende parameter in de software voor de ontkoppeling van de twee rakettrappen. De klok werd na een evaluatie en een aanpassing op afstand naar T −45 minuten teruggedraaid en nogmaals gestart. Met nog 45 seconden op de klok werd de aftelsequentie stilgelegd omdat de druk in het brandstofsysteem een pascal te laag was. Omdat er geen tijd meer in het lanceervenster van die dag overbleef werd daarmee de lancering voor die dag geannuleerd.

#### Lancering
Op 23 maart 2023 om 3:25 UTC werd de raket gelanceerd. De eerste trap werkte nominaal en de raket ging door max q. De tweede trap startte maar werkte na enkele seconden niet meer naar behoren en viel uit. Een snelheid van ruim 6800 kilometer per uur werd gehaald.

### Latere vluchten
Als de eerste vlucht slaagt, zal de tweede vlucht voor NASA zijn. Verder had Iridium Communications een zestal lanceringen bij Relativity geboekt. Hoewel vijf daarvan al waren geannuleerd en omgeboekt naar SpaceX. Voor de vlucht voor NASA wordt wegens de verdere annulering van de raket waarschijnlijk een andere raket geboekt.

## Concurrentie
Met de Terran 1 wilde Relativity in een markt springen waarvoor nog nauwelijks toegespitste raketten bestonden, maar meerdere raketten in ontwikkeling waren. De Minotaur-C is geschikt voor dezelfde gewichtsklasse maar veel duurder. Potentiële klanten zijn daarom eerder geneigd om resterende ruimte aan boord van een grotere raket te kopen om als secundaire vracht mee te liften. De eveneens in ontwikkeling zijnde Firefly Alpha en ABL RS1 zijn qua potentiële prestaties ongeveer vergelijkbaar met de Terran 1. De belangrijkste concurrenten bleken enerzijds Rocket Lab die als eerste commercieel bedrijf een toegespitst licht lanceertuig voor kleine satellieten in gebruik nam en een groot deel van de lanceermarkt voor microsatellieten naar zich toe trok. Anderzijds is er SpaceX dat een succesvol rideshare-programma heeft opgezet waarmee ze een paar keer per jaar grote aantallen microsatellieten gelijktijdig met een grote raket in de ruimte te brengen.